# Daihatsu Cuore
Daihatsu Mira (також відомий як Cuore, Domino, а останнім часом Charade) - кей-кар японського автовиробника Daihatsu. Він поставляється з безліччю варіантів і варіацій шасі. Вперше представлений в 1966 році. В Австралії, двомісний варіант був відомий як Handivan і пізніше був перейменований в просто Handi. На ринку Європи моделі вперше була представлена в 1981 році під назвою Daihatsu Cuore.
Основними конкурентами моделі вважаються Daewoo Matiz, Fiat Seicento і Vauxhall Agila. 
Завдяки своїм компактним розмірам, хетчбек Daihatsu Cuore має статус сітікара, габарити якого дорівнюють: довжина - 3470 мм, ширина - 1473 мм, висота - 1529 мм, колісна база - 2489 мм. Капот машини подовжений, а задня частина була навпаки - трохи зменшена. На передній частині автомобіля розміщені великі протитуманні фари і класична широка решітка радіатора, яка за формою нагадує посмішку. Автомобіль комплектується 13-дюймовими литими дисками. Максимальний обсяг багажника Куоре дорівнює 430 літрів. Стандартна комплектація автомобіля досить обмежена і включає в себе:
- передні подушки безпеки,
- задні барабанні гальма,
- антиблокувальну систему гальм,
- передні електросклопідйомники,
- підсилювач керма,
- електропривод дзеркал,
- протитуманні фари,
- задній склоочисник,
- 13-дюймові легкосплавні диски,
- просту стереосистему[1].

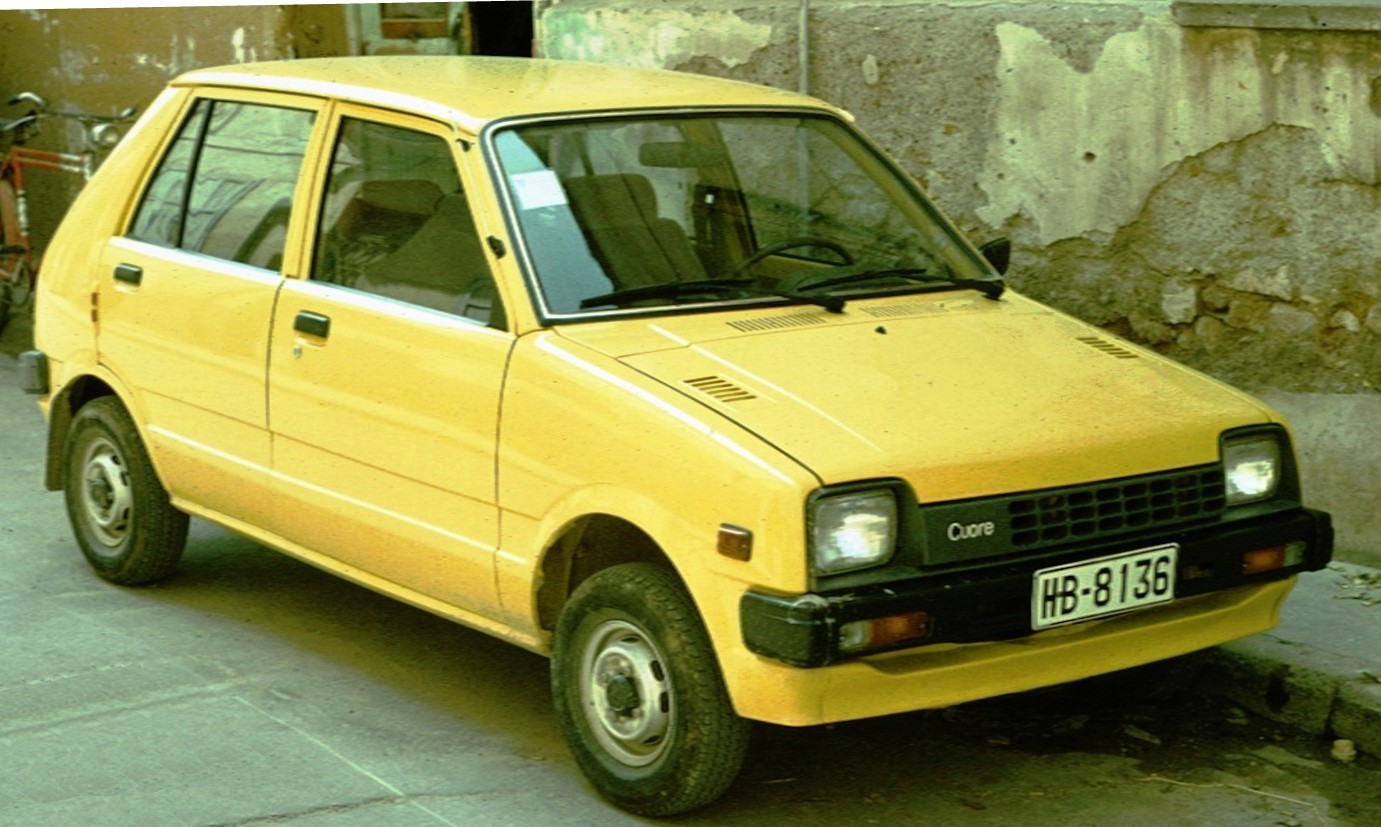
Daihatsu Cuore 1 (1980–1985)
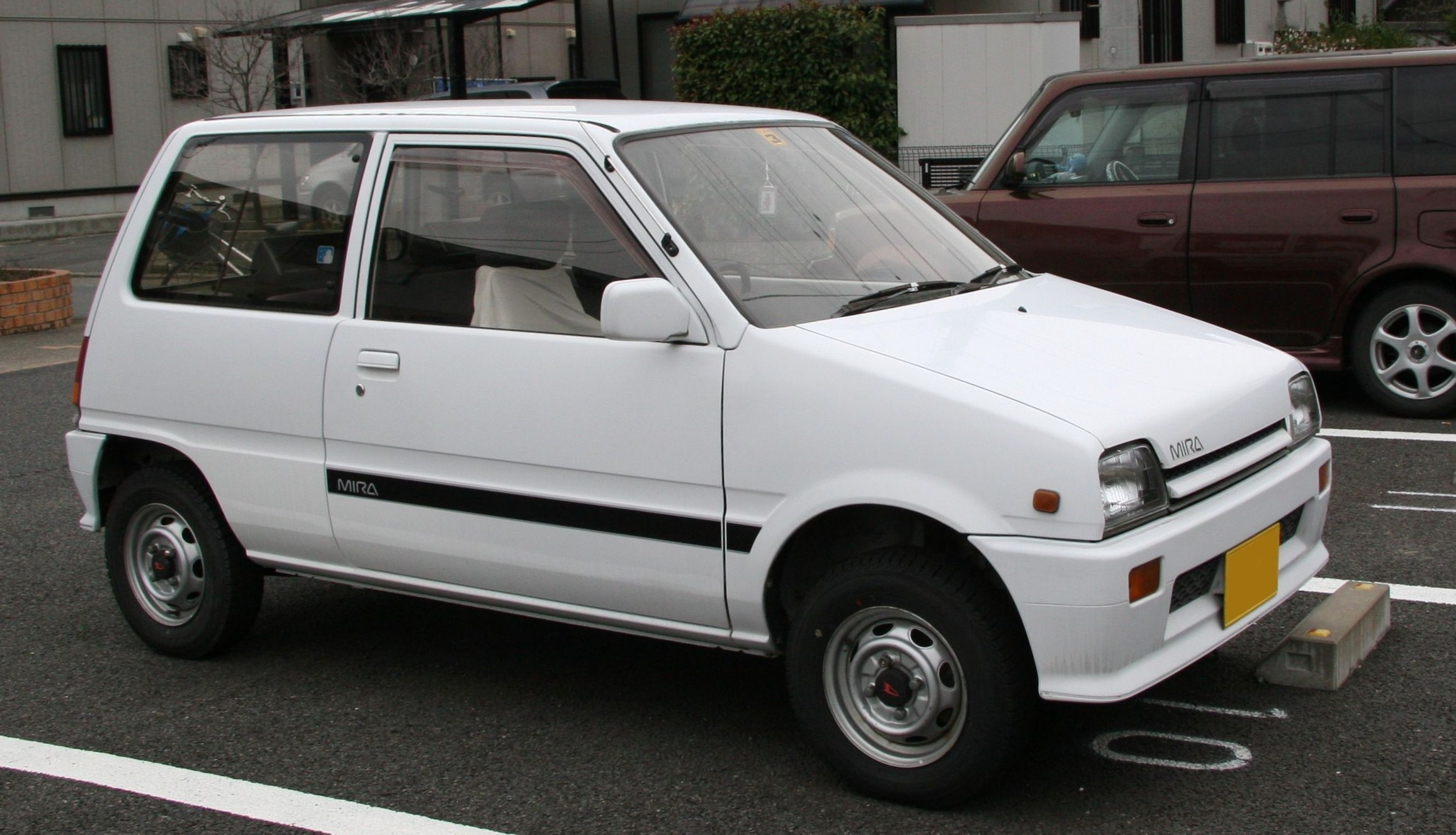
Daihatsu Cuore 2 (1985-1990)
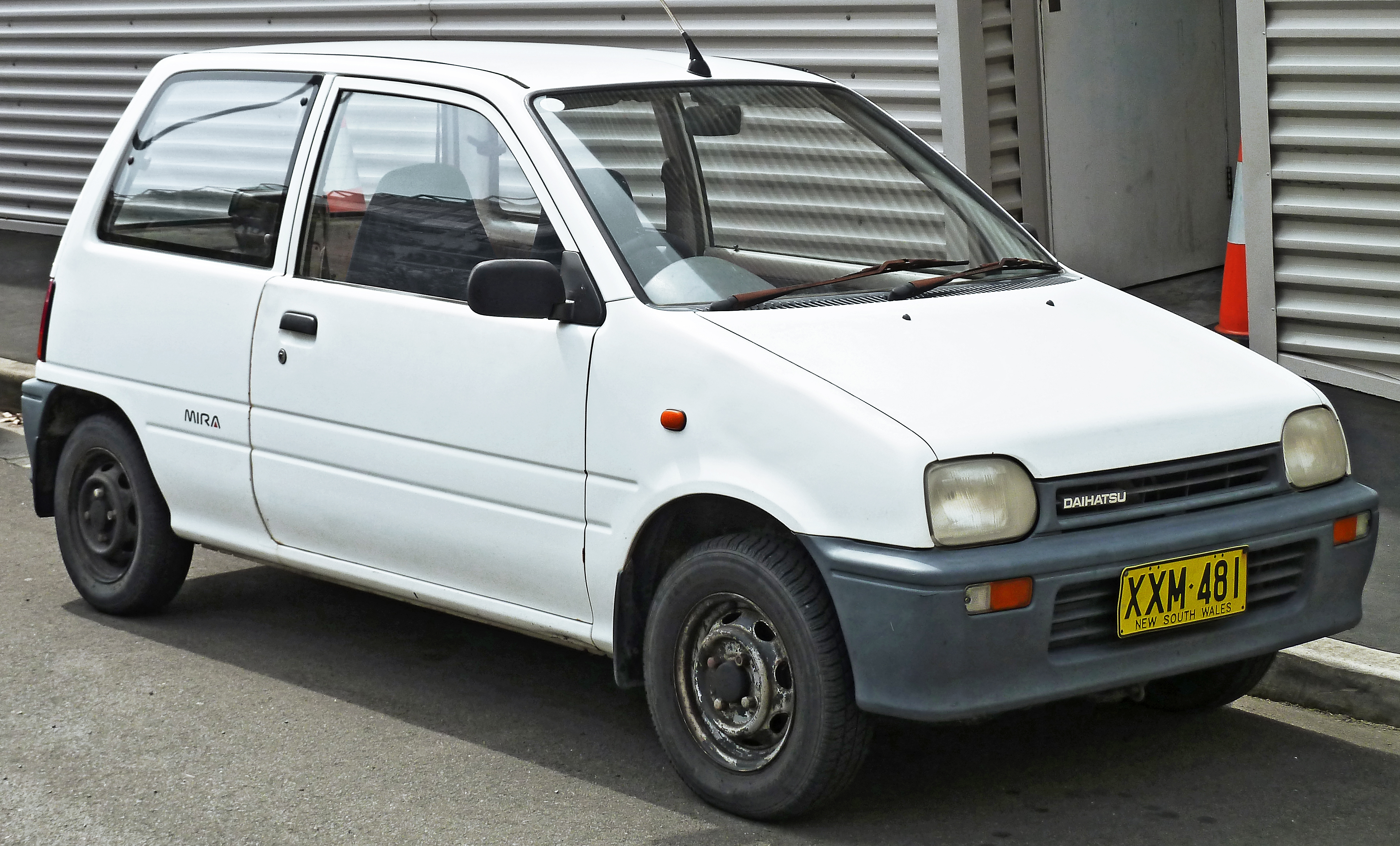
Daihatsu Cuore 3 (1990-1994)
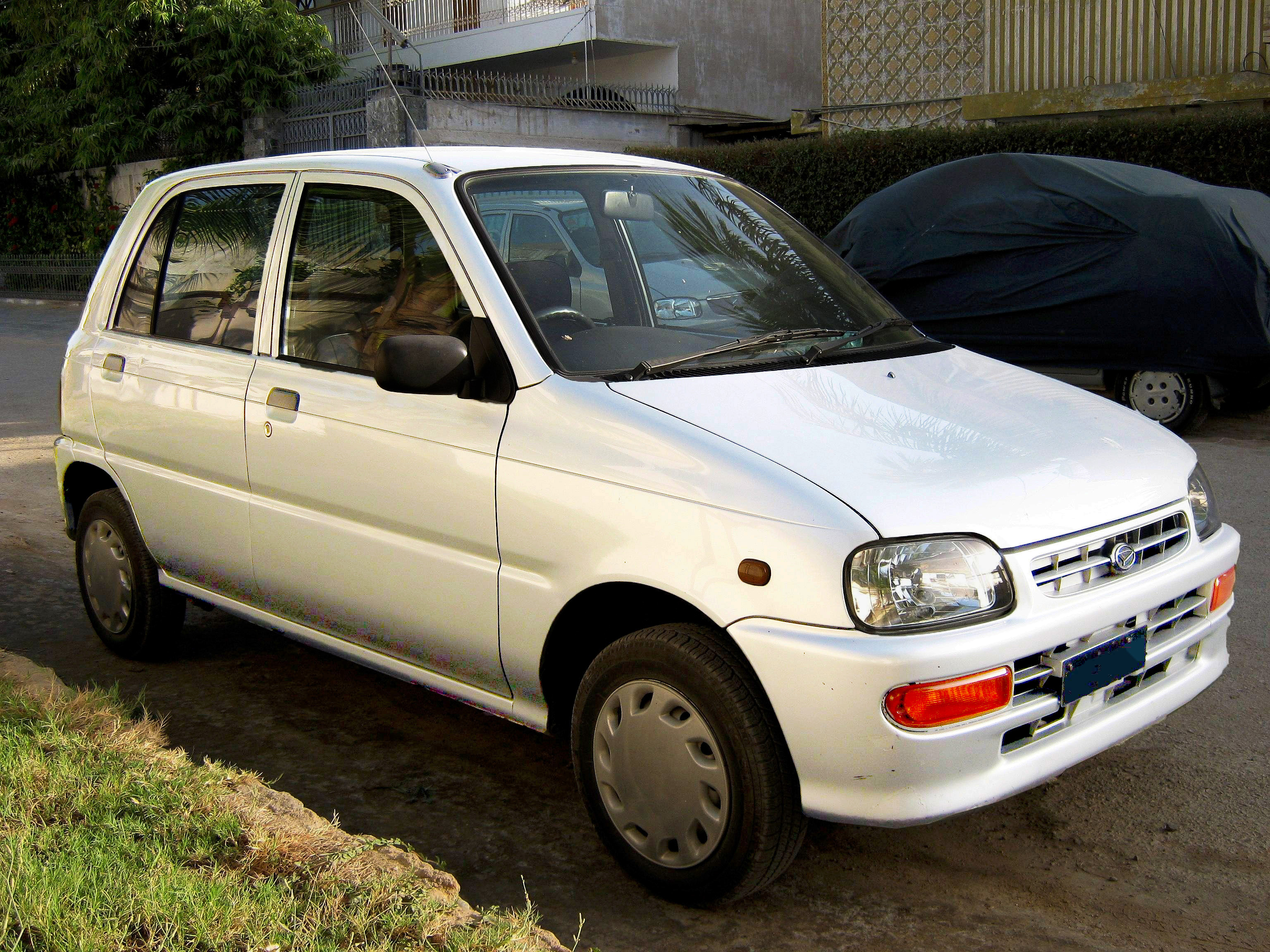
Daihatsu Cuore 4 (1994-1998)
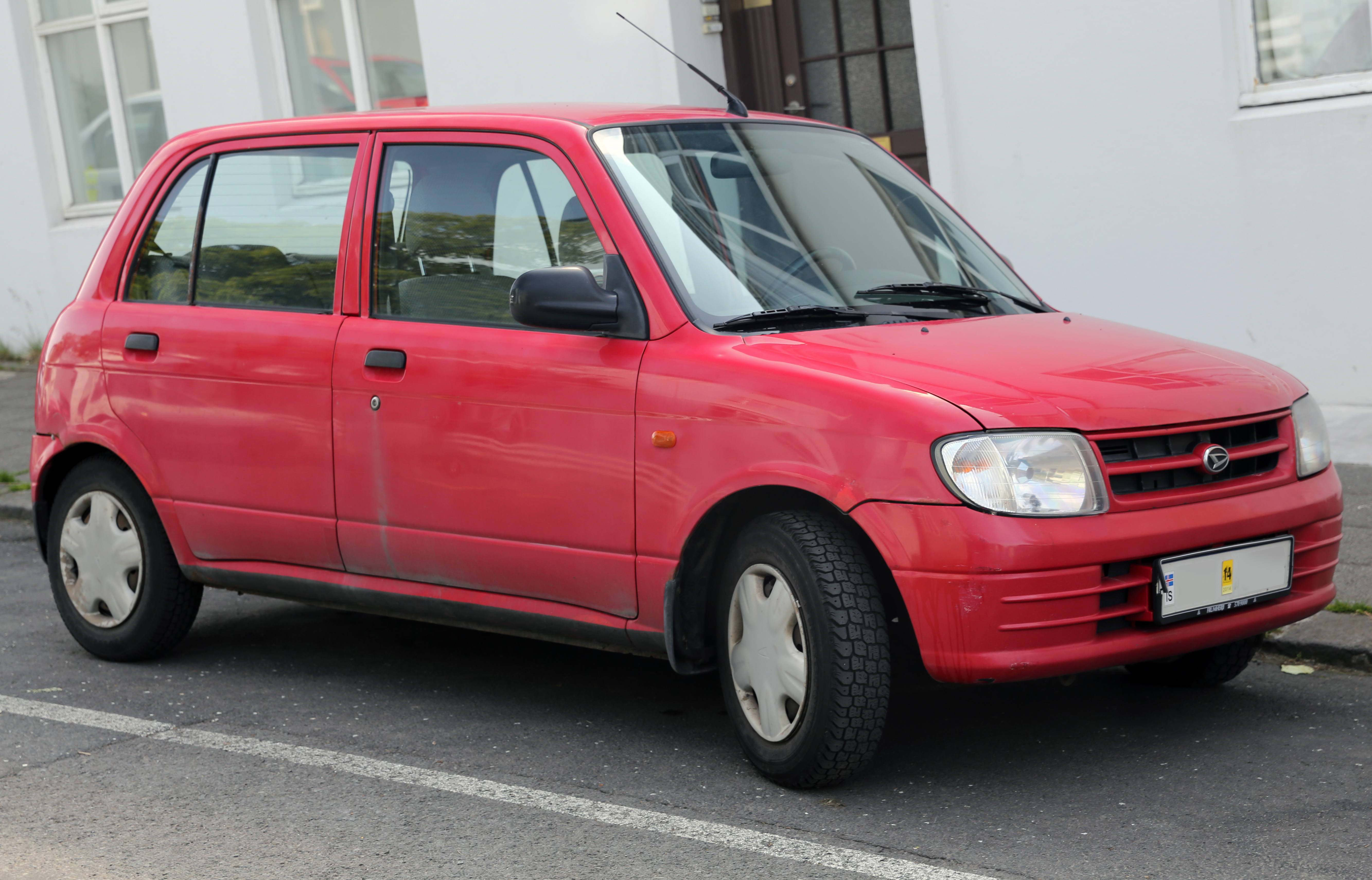
Daihatsu Cuore 5 (1998-2014)
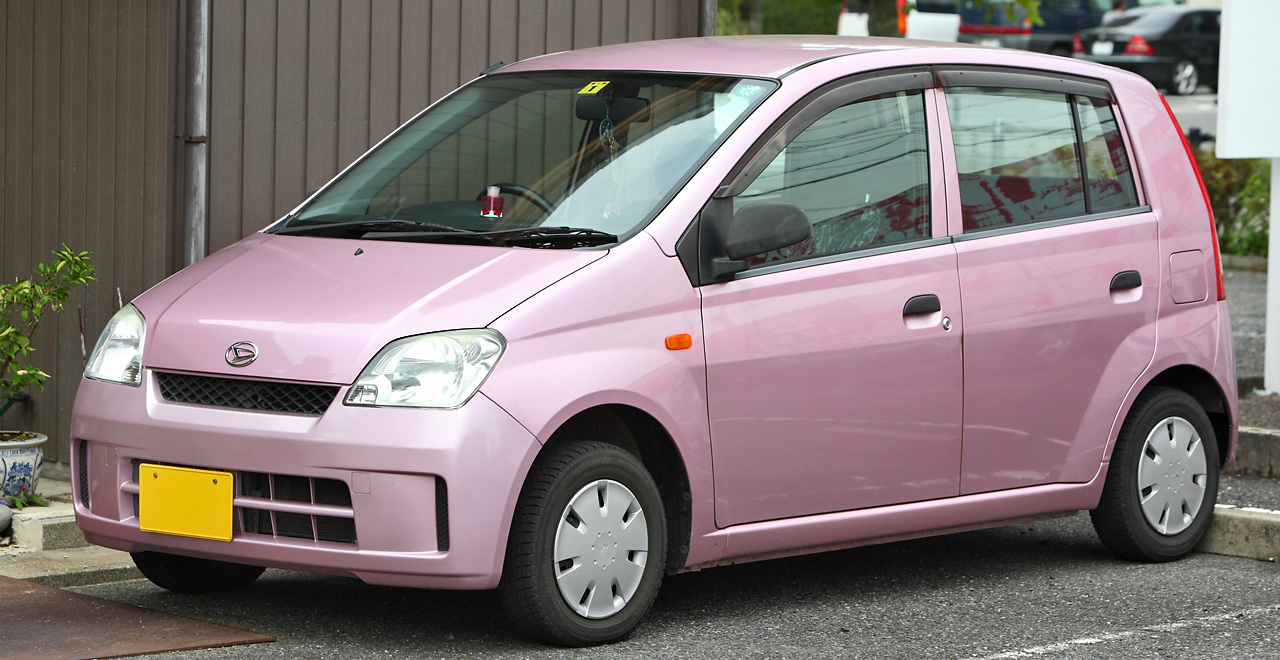
Daihatsu Cuore 6 (2002-2008)
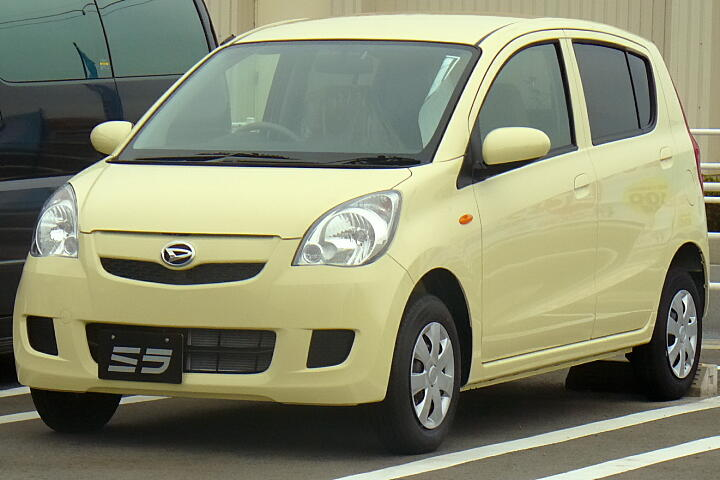
Daihatsu Cuore 7 (з 2008)